# Eva Ström
Eva Ström (Lidingö, 4 gennaio 1947) è una scrittrice, poetessa e traduttrice svedese.

## Biografia
Nata a Lidingö nel 1947, ha studiato medicina e lavorato come dottoressa dal 1974 al 1988 prima di diventare scrittrice a tempo pieno.
A partire dal suo esordio avvenuto nel 1977 con le liriche di Den brinnande Zeppelinaren ha pubblicato romanzi, testi teatrali, saggi, raccolte di poesie e traduzioni dall'inglese ed è stata insignita del prestigioso Nordisk råds litteraturpris nel 2003.
Ancora inedita in Italia, nel 2010 è stata eletta membra dell'Accademia reale svedese delle scienze.

## Opere (parziale)

### Raccolte di poesie
- Den brinnande Zeppelinaren (1977)
- Steinkind (1979)
- Akra (1983)
- Kärleken till matematiken (1989)
- Brandenburg (1993)
- Poesi och musik (1997)
- Berättelser (1997)
- Revbensstäderna (2002)
- Rött vill till rött (2004)
- Kniv och flod (2009)
- Utskuret ur ett större träd (2013)
- Och morgonen redan stark och vaken omkring dig (2016)

### Romanzi
- Det mörka alfabetet (1982)
- Samtal med en daimon (1986)
- Mats Ulfson (1991)
- Edith Södergran (1994)
- Bröd (1999)
- Pål Svensson, skulptör (2005)
- Claires leende (2007)
- Den flödande lyckan (2011)
- Jag såg ett träd (2022)

### Saggi
- Tegnér och ljuset: några reflektioner kring Tegnérs dikt Jätten Finn (2011)

### Traduzioni
- Sonetter di William Shakespeare (2010)
- Anne på Grönkulla di Lucy Maud Montgomery (2022)

## Riconoscimenti
Nordisk råds litteraturpris
- 2003 per la raccolta di poesie Revbensstäderna[5]